# 维西尼库尔
维西尼库尔（法語：Wissignicourt，法語發音：[wisiɲikuʁ]）是法国上法蘭西大區埃纳省的一个市镇，属于拉昂区。

## 地理
维西尼库尔（49°31'23"N, 3°26'51"E）面积4.46 平方千米，位于法国上法蘭西大區埃纳省，该省份为法国北部内陆省份，北起北部省，西接索姆省和瓦兹省，东临阿登省和马恩省，西南至塞纳-马恩省，东北部与比利时接壤。
与维西尼库尔接壤的市镇（或旧市镇、城区）包括：布朗库尔-昂洛努瓦、普雷蒙特雷、大阿尼济、塞西耶尔-叙济。

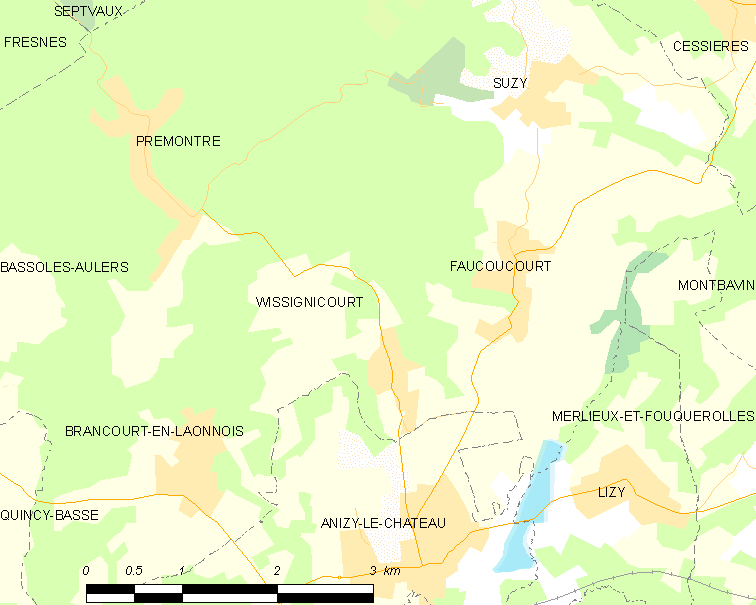
维西尼库尔的OSM定位图

维西尼库尔的时区为UTC+01:00、UTC+02:00（夏令时）。

## 行政
维西尼库尔的邮政编码为02320，INSEE市镇编码为02834。

## 政治
维西尼库尔所属的省级选区为拉昂第一县。

## 人口

1962-2008年间维西尼库尔人口变化图示

维西尼库尔于2022年1月1日时的人口数量为154人。